# Coux (Charente-Maritime)
Coux ist eine südwestfranzösische Gemeinde mit 484 Einwohnern (Stand: 1. Januar 2022) im Département Charente-Maritime in der Region Nouvelle-Aquitaine (vor 2016 Poitou-Charentes). Sie gehört zum Arrondissement Jonzac und zum Kanton Les Trois Monts. Die Einwohner werden Couxois genannt.

## Lage
Coux liegt im Süden der Saintonge etwa 55 Kilometer nordnordöstlich von Bordeaux. Umgeben wird Coux von den Nachbargemeinden Chartuzac im Norden, Tugéras-Saint-Maurice im Norden und Nordosten, Expiremont im Nordosten und Osten, Montendre im Osten und Süden, Souméras im Süden und Südwesten, Chamouillac im Westen sowie Rouffignac im Westen und Nordwesten.

## Bevölkerungsentwicklung
| Jahr                       | 1962 | 1968 | 1975 | 1982 | 1990 | 1999 | 2006 | 2019 |
| Einwohner                  | 551  | 494  | 405  | 400  | 400  | 403  | 433  | 473  |
| Quellen: Cassini und INSEE |      |      |      |      |      |      |      |      |

## Sehenswürdigkeiten
- Kirche Saint-Hilaire (siehe auch: Liste der Monuments historiques in Coux (Charente-Maritime))

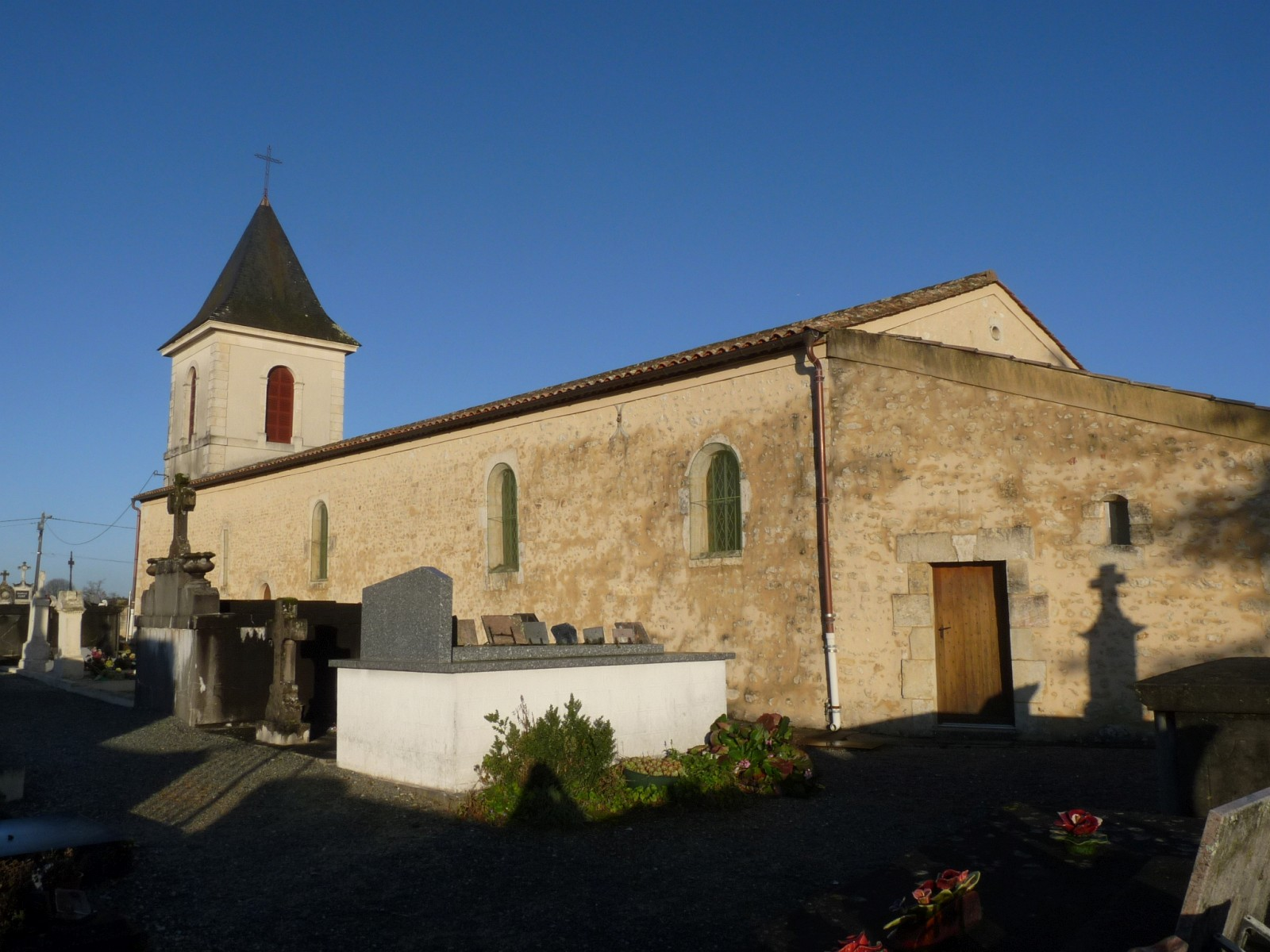
Kirche Saint-Hilaire
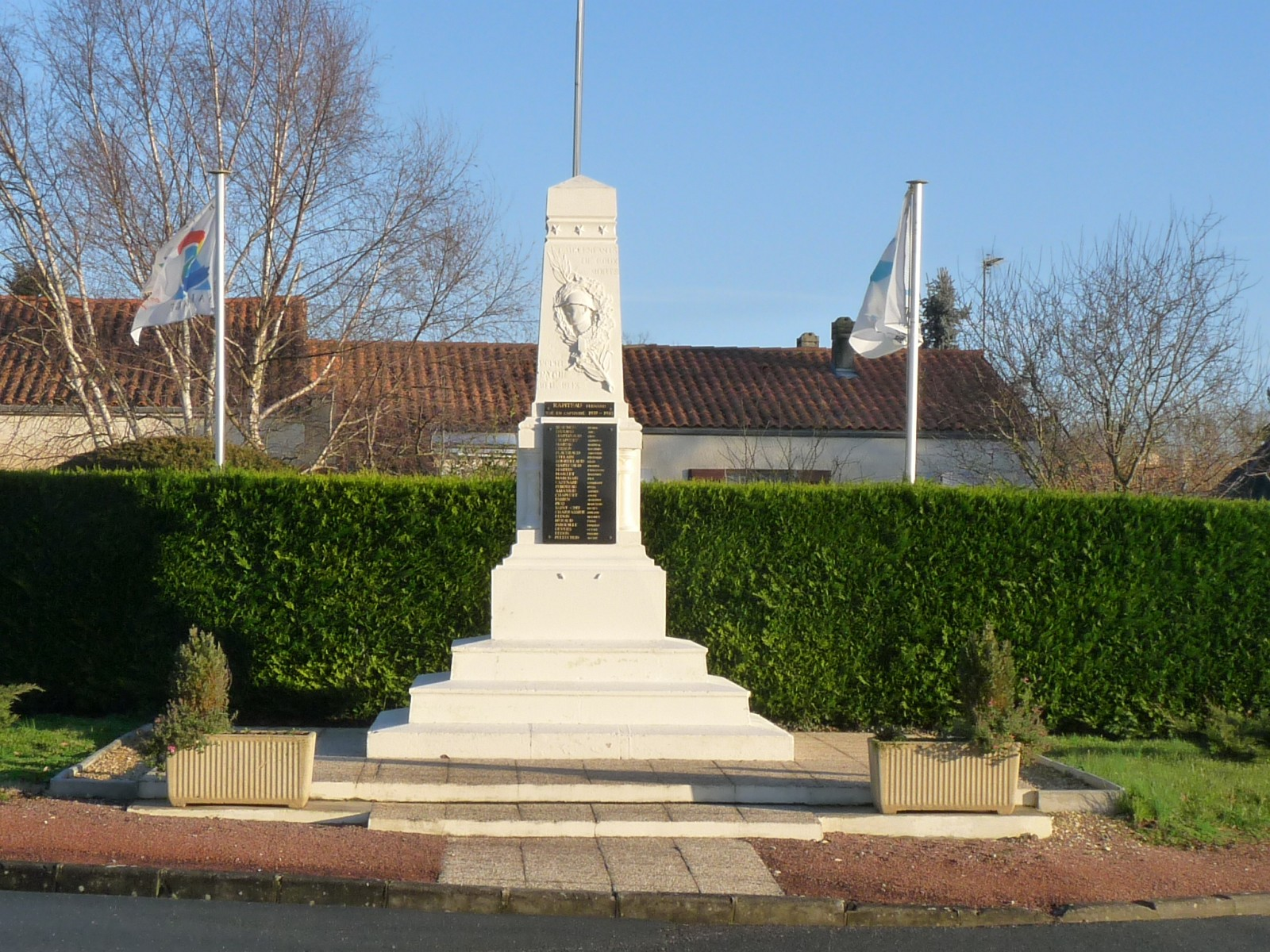
Gefallenendenkmal